# NGC 3007
NGC 3007 في الفهرس العام الجديد، هي مجرة، تقع في كوكبة السدس. اكتشفت في 16 مارس 1885 بواسطة إدوارد ستيفان.

## روابط خارجية
- NGC 3007 على موقع ويكي سكاي: DSS2, SDSS, GALEX, IRAS, Hydrogen α, X-Ray, Astrophoto, Sky Map, Articles and images